# Barrios bajos en España
En España se denominan informalmente barrios de chabolas a los barrios bajos, un tipo de asentamiento humano marginal, poco salubre y frecuentemente formado por personas excluidas socialmente. Su término formal en castellano es «asentamiento informal o irregular». Otros nombres locales en las distintas regiones de España son: tugurios, barrio de barracas, zona marginal, cinturones de miseria, llega y pon, asentamientos humanos, precarios, entre otros.
La línea diferencial entre lo que es o no chabola no se divisa, ni mucho menos, de manera nítida. Podemos hallar diferentes definiciones y caracterizaciones de lo que se considera o no chabolismo.

## Tipo de construcción
Las chabolas son alojamientos que se instalan con materiales de desecho de obras, plásticos, tablas de madera o uralita, entre otros.
También se incluyen dentro de este concepto a las denominadas viviendas prefabricadas si, en su día, se instalaron dentro de un núcleo chabolista ya preexistente con objeto de mejorar su situación, pero que con el tiempo han terminado deteriorándose, formando parte del asentamiento como un alojamiento más de esta naturaleza.
Se trata de habitáculos que no reúnen las características y condiciones para ser calificados de viviendas, ni son susceptibles de convertirse en tales con una mejora de rehabilitación o transformación.
Es decir, se excluyen las denominadas viviendas prefabricadas en núcleos de población normalizadas, las cuevas, las infraviviendas que permiten su transformación en viviendas dignas y, en general, las viviendas, cualesquiera que sea su estado, que estén realizadas con elementos constructivos tradicionales.

## Localización
Se consideraba núcleo chabolista en el Plan de Erradicación del Chabolismo en Andalucía, de 1997, desde una perspectiva territorial, a "aquel asentamiento situado al margen de la ciudad, bien en la periferia o ubicado en vacíos urbanos asolados y, en cualquier caso, carentes de infraestructura".
Sin embargo, también es posible encontrar chabolas en el centro de las ciudades, frecuentemente camufladas en explanadas, rincones y parques, entre edificios o en ruinas de construcciones.

## Población
Asimismo se pueden encontrar definiciones de chabolismo no por el tipo de construcción o su localización, sino por la población que habita en estos asentamientos.
Más del 90% de la población de los núcleos chabolistas tradicionales está constituida por familias de etnia gitana, y prácticamente la totalidad de esa población se encuentra en situación o en riesgo de exclusión social.
Por lo demás, estos asentamientos se caracterizan, entre otras, por las siguientes notas:
- El estado de insalubridad que presentan los espacios abiertos que conforman su entorno y el de algunas chabolas;
- La excesiva presencia de basura en muchos puntos;
- El deterioro o ausencia de servicios públicos obligatorios;
- El importante absentismo de la población escolar y el altísimo porcentaje de fracaso escolar, con todos los matices que se quieran;
- El nivel de desempleo de hombres y mujeres es extraordinariamente elevado;
- El acceso a los servicios sanitarios posee grandes disfuncionalidades;
- El nivel formativo de la población es muy bajo y, en general, el aspecto de los núcleos de población es marginal.

## La lucha contra el chabolismo
Muchos programas puestos en marcha desde hace décadas han tenido un efecto positivo, en algunos aspectos, a la hora de amortiguar la precariedad en la que viven las familias alojadas en estos núcleos, pero no han conseguido erradicar todos los asentamientos y su eficacia ha sido limitada a la hora de ejercer la tutela social, que debe acompañar cualquier actuación destinada a mejorar las condiciones de vida y a garantizar unos niveles adecuados de integración de las familias que han resultado realojadas o, simplemente, desalojadas de los núcleos en los que residían. 
Y es que, mientras en algunos supuestos los chabolistas fueron realojados en viviendas dignas, en otros se optó por la excesiva concentración de las familias en una determinada localización, dando lugar a la formación de guetos, o por el simple pago de una suma de dinero, por más que existiera una promesa de destinarla a la adquisición de una vivienda, a cambio de que se marcharan, con la consecuencia de que la población utilizaba ese dinero para cualquier otro propósito menos para adquirir una vivienda digna.
La lucha contra el chabolismo se ha llevado a cabo desde numerosas instituciones públicas, como el Instituto de Realojo e Integración Social de la Comunidad de Madrid o desde la Delegación Municipal de Bienestar Social del Ayuntamiento de Avilés.
También se trabaja en este sentido desde varias ONG, como Cáritas, Movimiento por la Paz, el Desarme y la Libertad (MPDL), Asociación Pro Derechos Humanos de Andalucía (APDHA), Movimiento Cuarto Mundo, Unión Romaní, Secretariado General Gitano, Prodean, Gota de Leche, Aliento o Andalucía Acoge.
Algunas intervenciones realizadas han sido:
- Concesión de viviendas de protección oficial a un precio de arrendamiento muy por debajo del mercado.
- Instalación de servicios educativos y sanitarios especiales.
- Programas de preparación, seguimiento y acompañamiento para la adaptación a la vivienda.
- Dispersión de los realojos entre varios municipios.
- Campañas de información sobre el derecho a la protección de la salud y de educación para la higiene.
- Acompañamiento y transporte escolar subvencionado para reducir el absentismo escolar.
- Comedores para escolares.
- Campañas de denuncia.
- Proyectos de inserción sociolaboral.
- Proyectos antidroga o de reducción de los daños ocasionados por las mismas.

## Nuevo chabolismo
El origen de estos asentamientos, y su presencia consolidada o temporal cuando el grupo posee una gran movilidad, es diverso y su futuro difícil de determinar. 
Algunas de las características que pueden definir a este fenómeno son: 
- En la mayoría de los casos no residen en las chabolas ni familias ni menores
- En muchos casos, estos habitáculos no constituyen el lugar de residencia permanente, salvo excepciones. Se trata de asentamientos temporales hasta que la persona inmigrante encuentre un trabajo estable y disponga de dinero para acceder a una vivienda
- No está claro que se trate de un fenómeno que tienda a su consolidación
- Tiene en común con el chabolismo tradicional su indignidad y la dificultad o imposibilidad de acceder al mercado inmobiliario normalizado, lo que les conduce a vivir en espacios de marginalidad.
- Los inmigrantes que han encontrado trabajo frecuentemente suelen tener razones económicas para permanecer en el asentamiento: pretenden ahorrar el máximo para ayudar a sus familias, que quedaron en su país de origen.
- La mayoría de los asentamientos son ocupados por subsaharianos en condiciones inmundas. Sus circunstancias son extraordinariamente precarias y sufren grave riesgo físico ya que las instalaciones son de plástico y se encuentran muy deterioradas.

En la práctica, en un mismo asentamiento chabolista, se pueden mezclar situaciones representativas de los diversos tipos de chabolismo.
Existen otros asentamientos formados por inmigrantes de etnia gitana y origen rumano, pero por sus características se pueden acercar mucho más al chabolismo tradicional que al nuevo chabolismo.
Se trata de grupos de familias que cambian habitualmente de lugar.

## Fuente
Informe "Chabolismo en Andalucía" del Defensor del Pueblo Andaluz Archivado el 28 de febrero de 2006 en Wayback Machine.